# Montséret
Montséret  est une commune française, située dans l'est du département de l'Aude en région Occitanie.
Sur le plan historique et culturel, la commune fait partie du massif des Corbières, un chaos calcaire formant la transition entre le Massif central et les Pyrénées. Exposée à un climat méditerranéen, elle est drainée par l'Aussou, le ruisseau de la Prade, le ruisseau de Saint-Estève et par divers autres petits cours d'eau. Incluse dans le parc naturel régional de la Narbonnaise en Méditerranée, la commune possède un patrimoine naturel remarquable composé de quatre zones naturelles d'intérêt écologique, faunistique et floristique.
Montséret est une commune rurale qui compte 620 habitants en 2022, après avoir connu une forte hausse de la population depuis 1975. Elle fait partie de l'aire d'attraction de Narbonne. Ses habitants sont appelés les Montsérétois ou  Montsérétoises.

## Géographie

### Localisation

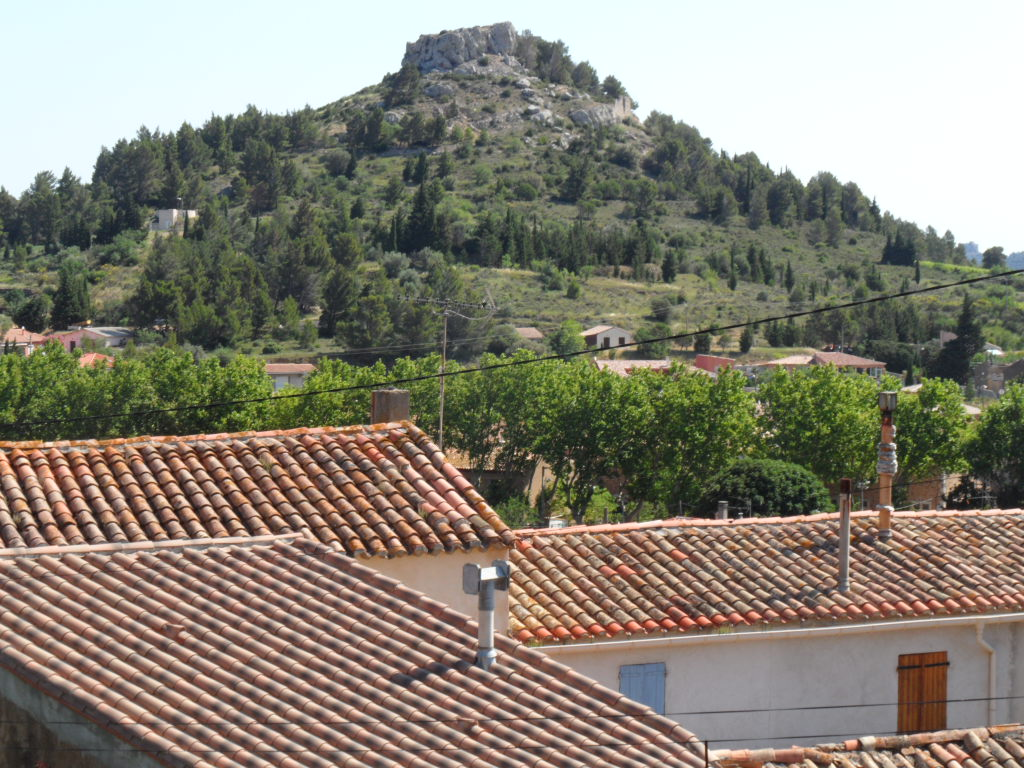
Vue de Montséret et de Roquelongue depuis le château d'eau du village.

Montséret est un village de l'Aude situé sur les contreforts des Corbières. Au-dessus de la vallée de l'Aude et à proche distance du golfe du Lion. À vol d'oiseau, le village est à 102,6 km au sud-ouest de Montpellier, 123 km au sud-est de Toulouse, 45,5 km au nord de Perpignan et 18,1 km au sud-est de Narbonne.
Située sur l'Aussou, cette commune viticole fait partie des Corbières maritimes et se trouve à proche distance de la mer Méditerranée et de la basse plaine de l'Aude.
Elle se trouve dans le parc naturel régional de la Narbonnaise en Méditerranée.

### Communes limitrophes
Les communes limitrophes sont  Boutenac, Saint-André-de-Roquelongue et Thézan-des-Corbières.

### Géologie et relief
L'altitude sur la commune de Montséret varie entre 55 m et 235 m au Roc de la Bousole. On trouve sur le territoire de nombreuses élévations du relief que l'on peut distinguer facilement :
- Le massif de Fontfroide sur lequel se situe le point culminant de la commune, le Roc de la Bousole (235 m) à l’extrême sud du territoire. Ce massif qui abrite l'abbaye de Fontfroide est recouvert de la forêt du même nom. Il fait partie des Corbières maritimes. La commune de Montséret s'étend sur une petite partie à l'ouest du massif.
- Le site de Roquelongue, situé à cheval sur les communes de Montséret et de Saint-André-de-Roquelongue culmine à 174 m. C’est sur cet éperon rocheux que se situent les ruines du château de Moun Séré. Le village est bâti au pied de cette colline escarpée.
- Le massif du Bois de la Pinède dont les premiers contreforts à l'est sont situés sur la commune. La partie montsérétoise du massif culmine à 152 m. Elle est presque entièrement cultivée. Ce massif culmine à 173 m à la tour de guet de Boutenac.
- Le Pech de l'Arc se trouve à l'ouest de Montséret dans la direction de Thézan. Il culmine à 126 m.
- Le Pech Blanc (120 m), autre colline située à l'est le long de la D 613. L'Aussou coule au pied de cette colline.

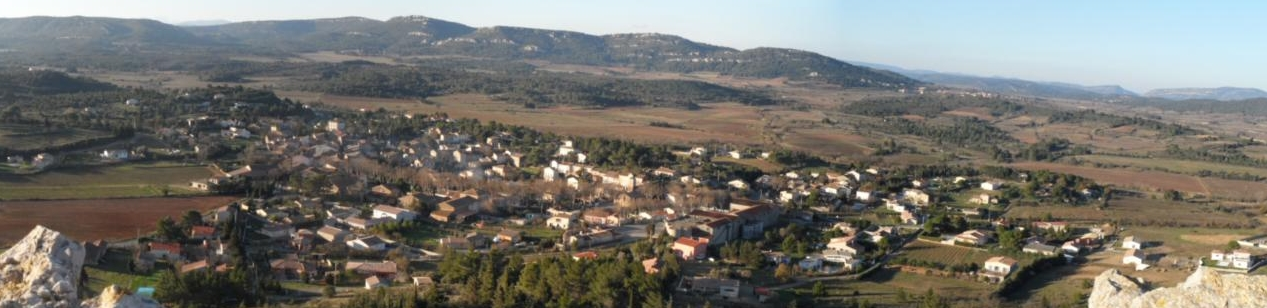
Vue panoramique de Montséret en hiver depuis le château de Roquelongue.

### Hydrographie

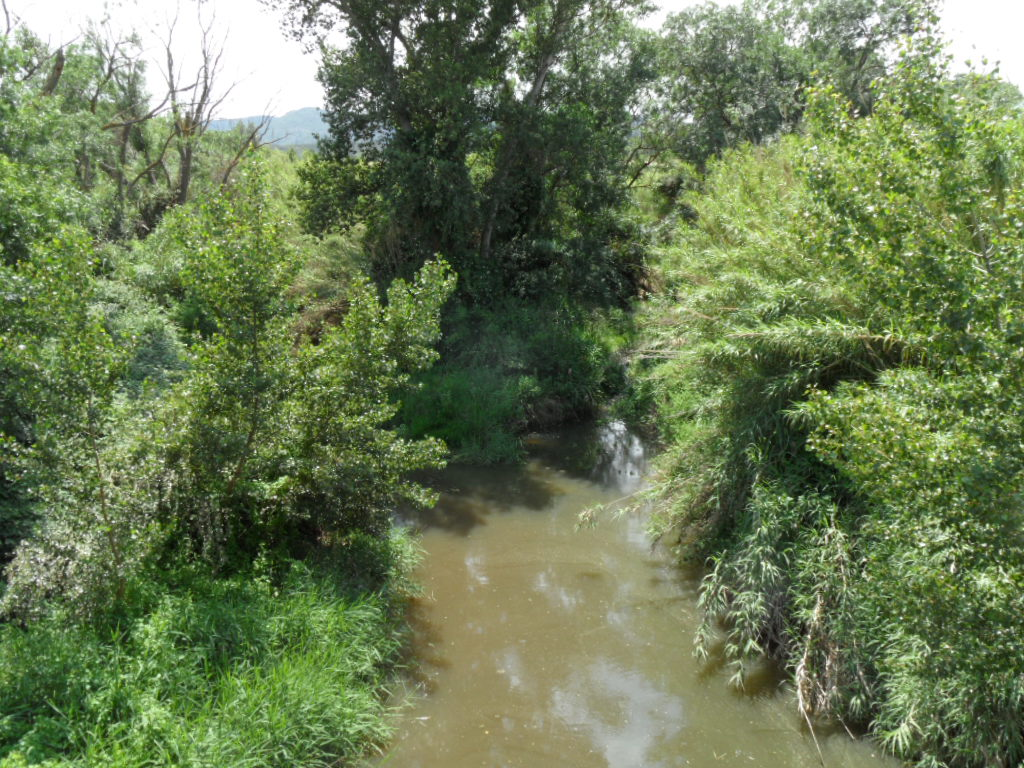
Le ruisseau de la Prade rejoint l'Aussou.

La commune est dans la région hydrographique « Côtiers méditerranéens », au sein du bassin hydrographique Rhône-Méditerranée-Corse. Elle est drainée par l'Aussou, le ruisseau de la Prade, le ruisseau de Saint-Estève, le ruisseau de Font-Sainte, le ruisseau de l'Oustesse et le ruisseau des Clauses, qui constituent un réseau hydrographique de 10 km de longueur totale,.
L'Aussou, d'une longueur totale de 17,4 km, prend sa source dans la commune de Thézan-des-Corbières et s'écoule vers le nord. Il traverse la commune et se jette dans l'Orbieu à Ornaisons, après avoir traversé 6 communes.

### Climat
Pour des articles plus généraux, voir Climat de l'Occitanie et Climat de l'Aude.
En 2010, le climat de la commune est de type climat méditerranéen franc, selon une étude s'appuyant sur une série de données couvrant la période 1971-2000. En 2020, Météo-France publie une typologie des climats de la France métropolitaine dans laquelle la commune est exposée à un climat méditerranéen et est dans la région climatique Provence, Languedoc-Roussillon, caractérisée par une pluviométrie faible en été, un très bon ensoleillement (2 600 h/an), un été chaud (21,5 °C), un air très sec en été, sec en toutes saisons, des vents forts (fréquence de 40 à 50 % de vents > 5 m/s) et peu de brouillards.
Pour la période 1971-2000, la température annuelle moyenne est de 14,8 °C, avec une amplitude thermique annuelle de 15,8 °C. Le cumul annuel moyen de précipitations est de 616 mm, avec 6,6 jours de précipitations en janvier et 2,8 jours en juillet. Pour la période 1991-2020, la température moyenne annuelle observée sur la station météorologique la plus proche, située sur la commune de Portel-des-Corbières à 11 km à vol d'oiseau, est de 15,4 °C et le cumul annuel moyen de précipitations est de 660,0 mm,. Pour l'avenir, les paramètres climatiques de la commune estimés pour 2050 selon différents scénarios d'émission de gaz à effet de serre sont consultables sur un site dédié publié par Météo-France en novembre 2022.

### Milieux naturels et biodiversité

#### Espaces protégés
La protection réglementaire est le mode d’intervention le plus fort pour préserver des espaces naturels remarquables et leur biodiversité associée,.
La commune fait partie du parc naturel régional de la Narbonnaise en Méditerranée, créé en 2003 et d'une superficie de 68 350 ha, qui s'étend sur 21 communes du département. Composé de la majeure partie des milieux lagunaires du littoral audois et de ses massifs environnants, ce territoire représente en France l’un des rares et derniers grands sites naturels préservés, de cette ampleur et de cette diversité en bordure de Méditerranée (Golfe du Lion).

#### Zones naturelles d'intérêt écologique, faunistique et floristique
L’inventaire des zones naturelles d'intérêt écologique, faunistique et floristique (ZNIEFF) a pour objectif de réaliser une couverture des zones les plus intéressantes sur le plan écologique, essentiellement dans la perspective d’améliorer la connaissance du patrimoine naturel national et de fournir aux différents décideurs un outil d’aide à la prise en compte de l’environnement dans l’aménagement du territoire.
Deux ZNIEFF de type 1 sont recensées sur la commune :
le « bois de la Pinède de Boutenac » (1 079 ha), couvrant 5 communes du département, et 
le « bois et garrigue de Donos » (282 ha), couvrant 2 communes du département
et deux ZNIEFF de type 2, : 
- les « Corbières centrales » (68 810 ha), couvrant 56 communes dont 54 dans l'Aude et 2 dans les Pyrénées-Orientales[20] ;
- le « massif de Fontfroide » (7 712 ha), couvrant 10 communes du département[21].

Carte des ZNIEFF de type 1 et 2 à Montséret.
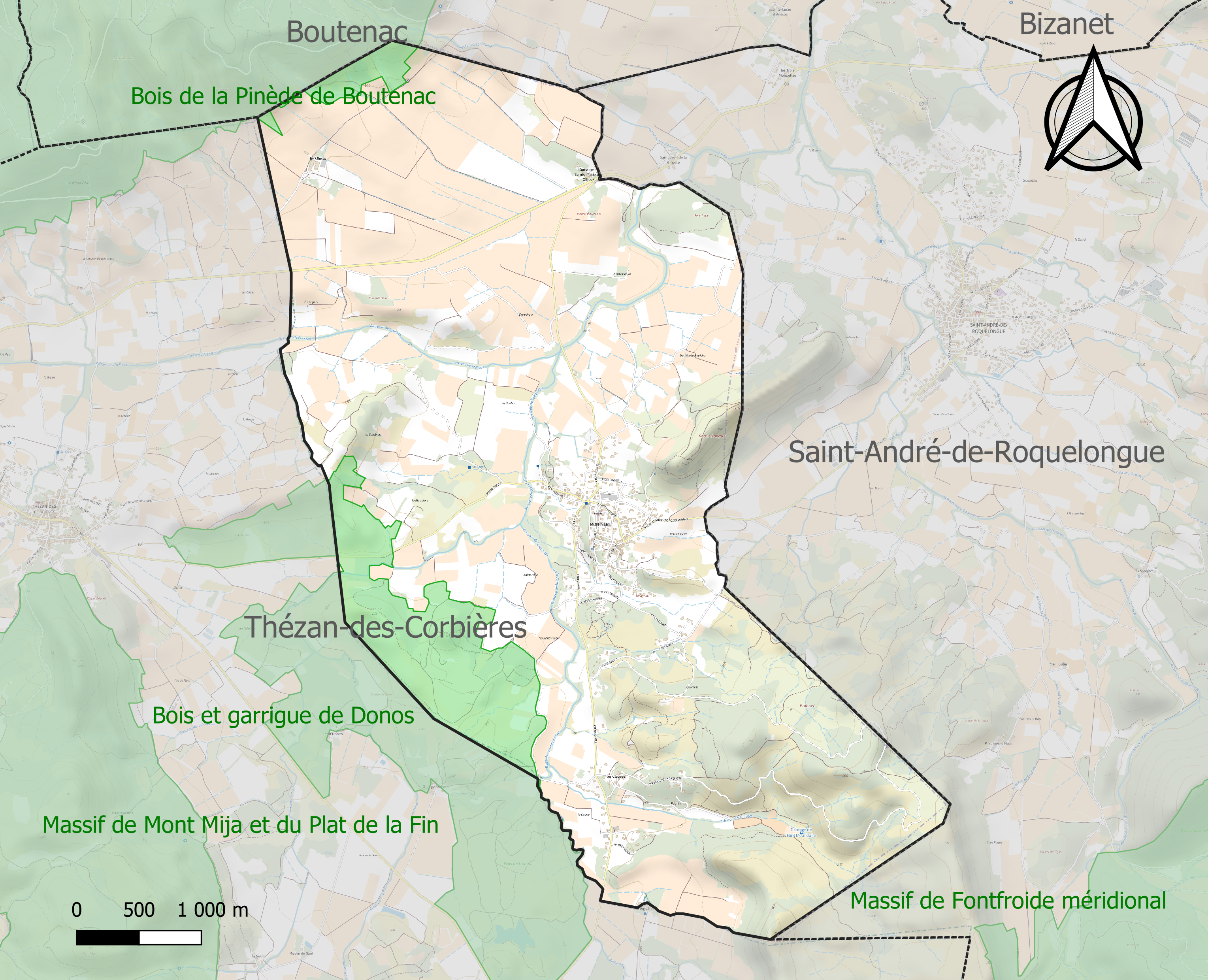
Carte des ZNIEFF de type 1 sur la commune.
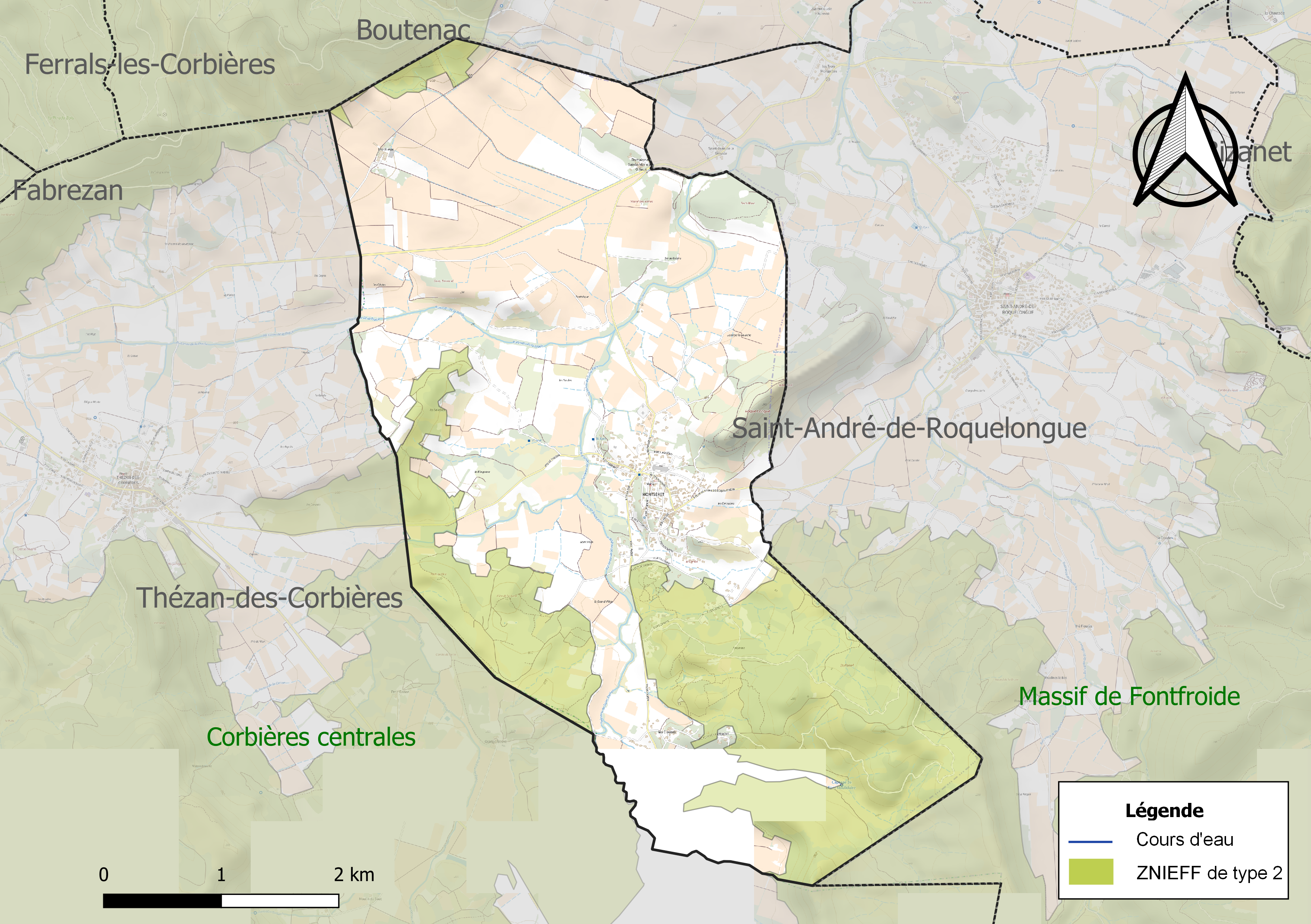
Carte des ZNIEFF de type 2 sur la commune.

## Urbanisme

### Typologie
Au 1er janvier 2024, Montséret est catégorisée commune rurale à habitat dispersé, selon la nouvelle grille communale de densité à 7 niveaux définie par l'Insee en 2022.
Elle est située hors unité urbaine. Par ailleurs la commune fait partie de l'aire d'attraction de Narbonne, dont elle est une commune de la couronne,. Cette aire, qui regroupe 71 communes, est catégorisée dans les aires de 50 000 à moins de 200 000 habitants,.

### Morphologie urbaine
Le village est construit sur le flanc est d'une modeste colline face au rocher de Roquelongue. On y trouve le principal axe de vie du village.

### Hameaux, lieux-dits et écarts
Les habitations sont concentrées au pied de Roquelongue mais on en trouve aussi plus au sud dans le hameau des Clauses qui est situé au sud du village sur la D 123. Celui-ci est bâti sur les pentes du massif de Fontfroide.

### Occupation des sols
L'occupation des sols de la commune, telle qu'elle ressort de la base de données européenne d’occupation biophysique des sols Corine Land Cover (CLC), est marquée par l'importance des territoires agricoles (65,2 % en 2018), en diminution par rapport à 1990 (71,6 %). La répartition détaillée en 2018 est la suivante : 
cultures permanentes (61,3 %), forêts (17,8 %), milieux à végétation arbustive et/ou herbacée (13,6 %), zones agricoles hétérogènes (3,9 %), zones urbanisées (3,4 %). L'évolution de l’occupation des sols de la commune et de ses infrastructures peut être observée sur les différentes représentations cartographiques du territoire : la carte de Cassini (XVIIIe siècle), la carte d'état-major (1820-1866) et les cartes ou photos aériennes de l'IGN pour la période actuelle (1950 à aujourd'hui).

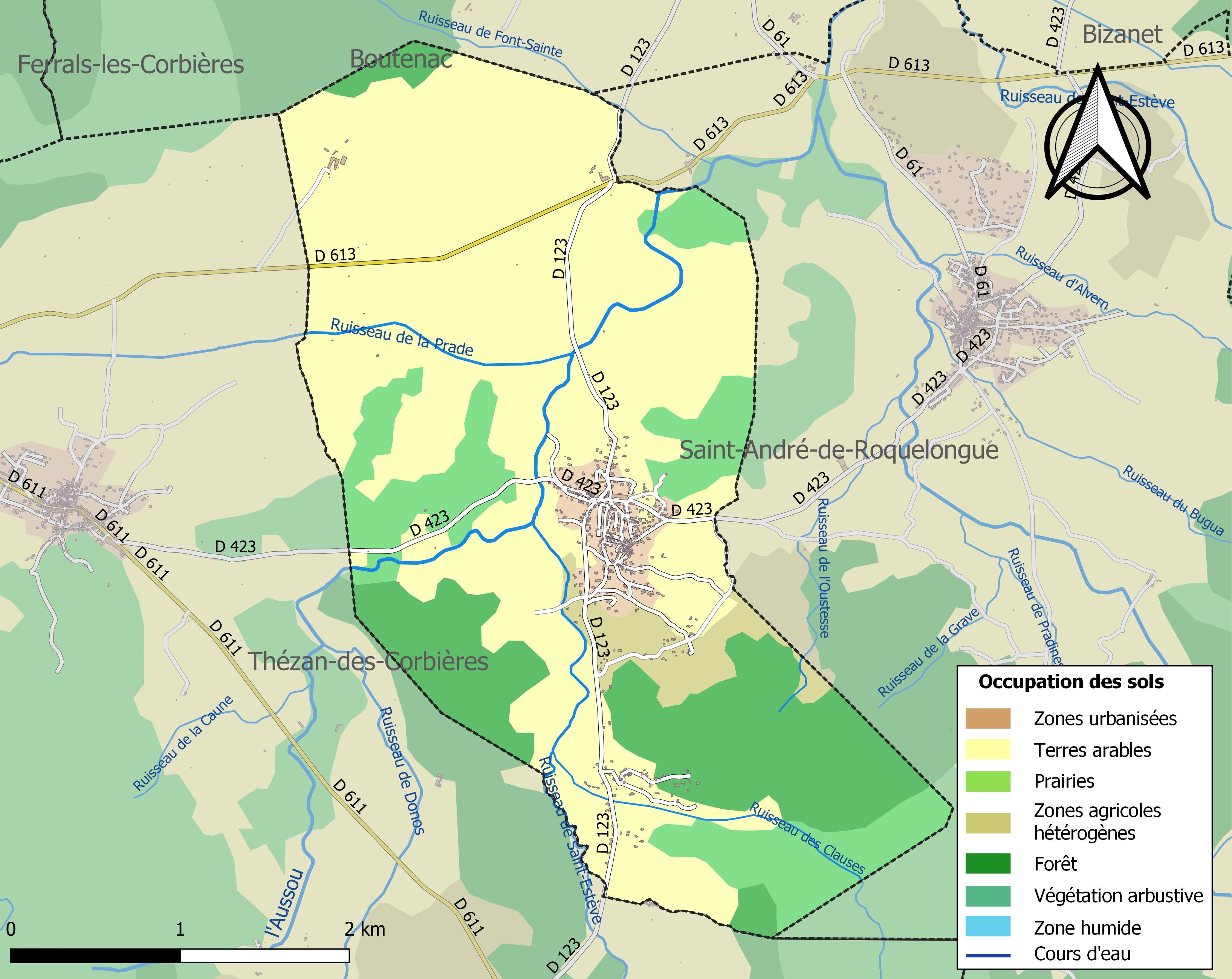
Carte des infrastructures et de l'occupation des sols de la commune en 2018 (CLC).

### Habitat et logement
En 2018, le nombre total de logements dans la commune était de 383, alors qu'il était de 354 en 2013 et de 314 en 2008.
Parmi ces logements, 69,7 % étaient des résidences principales, 26,9 % des résidences secondaires et 3,4 % des logements vacants. Ces logements étaient pour 97,7 % d'entre eux des maisons individuelles et pour 1,6 % des appartements.
Le tableau ci-dessous présente la typologie des logements à Montséret en 2018 en comparaison avec celle de l'Aude et de la France entière. Une caractéristique marquante du parc de logements est ainsi une proportion de résidences secondaires et logements occasionnels (26,9 %) supérieure à celle du département (25,4 %) et à celle de la France entière (9,7 %). Concernant le statut d'occupation de ces logements, 79,4 % des habitants de la commune sont propriétaires de leur logement (76,4 % en 2013), contre 62,3 % pour l'Aude et 57,5 % pour la France entière.
| Typologie                                               | Montséret | Aude | France entière |
| ------------------------------------------------------- | --------- | ---- | -------------- |
| Résidences principales (en %)                           | 69,7      | 66   | 82,1           |
| Résidences secondaires et logements occasionnels (en %) | 26,9      | 25,4 | 9,7            |
| Logements vacants (en %)                                | 3,4       | 8,5  | 8,2            |

### Voies de communications et transports
Montséret est desservie par la D 123 du nord au sud, cette route va de la D 24 à Ornaisons au nord à la D 611 au sud près de Montséret. La D 423 dessert le village d'est en ouest, cette route va de Thézan-des-Corbières à Saint-André-de-Roquelongue. Ces routes permettent de rejoindre très rapidement la D 613 (ancienne nationale 613) qui va de Narbonne à Ax-les-Thermes traversant les Corbières puis le Pays de Sault franchissant en tout 10 cols. C'est le principal axe de circulation des Corbières.

### Risques naturels et technologiques
Le territoire de la commune de Montséret est vulnérable à différents aléas naturels : météorologiques (tempête, orage, neige, grand froid, canicule ou sécheresse), feux de forêts et séisme (sismicité faible). Un site publié par le BRGM permet d'évaluer simplement et rapidement les risques d'un bien localisé soit par son adresse soit par le numéro de sa parcelle.

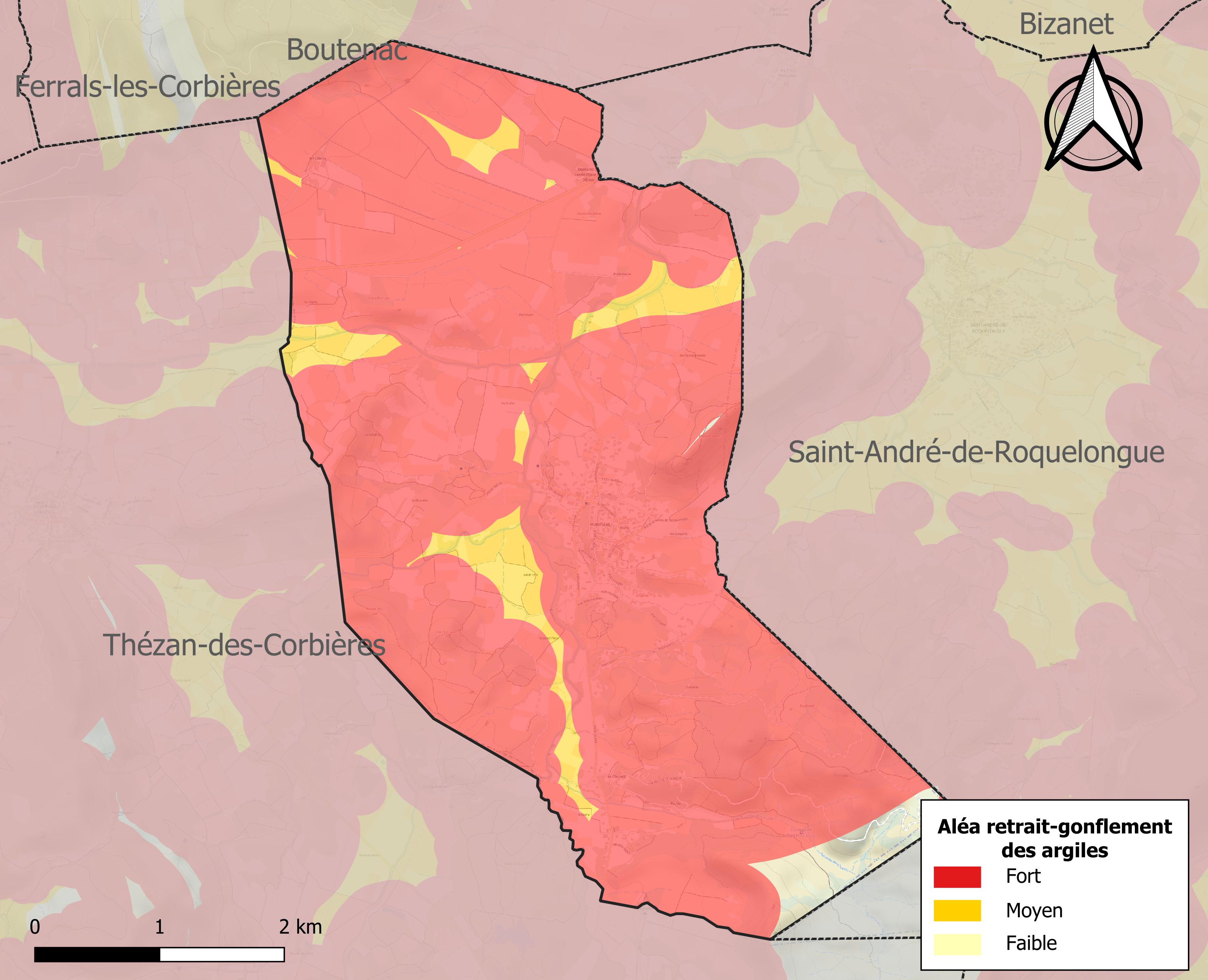
Carte des zones d'aléa retrait-gonflement des sols argileux de Montséret.

Le retrait-gonflement des sols argileux est susceptible d'engendrer des dommages importants aux bâtiments en cas d’alternance de périodes de sécheresse et de pluie. 97,4 % de la superficie communale est en aléa moyen ou fort (75,2 % au niveau départemental et 48,5 % au niveau national). Sur les 374 bâtiments dénombrés sur la commune en 2019, 374 sont en aléa moyen ou fort, soit 100 %, à comparer aux 94 % au niveau départemental et 54 % au niveau national. Une cartographie de l'exposition du territoire national au retrait gonflement des sols argileux est disponible sur le site du BRGM,.

## Toponymie
Le nom de Moun Séré qui donna plus tard Montséret, ne vient pas de sierra (montagne), mais de sereno, un petit oiseau migrateur africain (guêpier en français) qui, encore de nos jours, vient nicher en haut de ce rocher. Une autre version donne le Mont Serein, le "serin" est aussi un oiseau.

## Histoire

### Moyen Âge
Sur l'éperon rocheux de Roca Longua est construit à partir du Xe siècle, le château de Moun Séré entouré de son village accroché aux flancs escarpés de la montagne. C'était un imposant château fort, avec donjon et doubles remparts, à l'image de son voisin Saint-Martin-de-Toques, aujourd'hui restauré.
En 1134, les archives révèlent l'apparition d'un château seigneurial, signalé par Sabarthès. Ce château, vraisemblablement identifié comme les ruines qui se dressent sur la Roquelongue, offre une présence imposante, dominant du haut de son promontoire le village de Montséret au nord. Cette structure, également consignée sur la carte de Cassini, témoigne d'un passé riche en histoire.
Cependant, le château ne se limite pas à une simple structure physique, il devient le centre d'un différend significatif en 1153. À cette époque, une querelle surgit entre Ermengarde et Guillaume de Durban, tous deux revendiquant des droits sur le château de Montséret. Ce conflit met en lumière l'importance de cette forteresse médiévale dans la région et son rôle clé dans les affaires féodales de l'époque,.
En 1153 Raingarde de Montseret fonde aux Ollieux, la première abbaye cistercienne de femmes du royaume de France. Cette abbaye unique pour l'époque, devient en 1174 un prieuré rattaché à l'abbaye de Fontfroide, dont le rôle est déterminant pendant la croisade contre les Albigeois (cathares).
En 1304, après la mort du chevalier Guillaume-Raimon du Bourg, seigneur de Montséret, et de son fils Arnaud, Ricarde reste seule avec sa fille Mabile pour conserver et défendre le patrimoine familial. Avec une énergie farouche, Mabile âgée de 20 ans décide d'assumer l'héritage des charges léguées par  son père. Entreprise difficile demandant une activité et une autorité peu commune parmi les femmes de cette époque. En 1311, elle perd ses droits à Moun Séré au profit de sa toute puissante voisine l'abbaye de Fontfroide. Après 18 ans de lutte acharnée, elle retrouve ses droits et son château en 1329.

### Temps modernes
Le castrum de Moun Séré est soudainement abandonné par ses habitants en 1550, et n'est jamais plus habité. La raison n'est pas connue (la peste peut-être), mais il semble que tout fut fait pour faire oublier ce lieu.
Plus tard un nouveau village est construit dans la plaine, mais il ne fait plus fait allusion aux ruines de la montagne. On change même le nom du lieu : Bouisse ou lieu planté de buis. C'est ainsi que les villageois appellent encore aujourd'hui ce lieu oublié des mémoires.

### Époque contemporaine
Les pierres du château qui n'avaient pas été utilisées pour construire le nouveau village et les murets des chemins de vignes, servient alors de remblai à la voie de chemin de fer de l'éphémère petit train des Corbières. Ainsi disparaissent en moins de 2 ans, donjons et double rempart.

## Politique et administration

### Rattachements administratifs et électoraux

#### Rattachements administratifs
La commune se trouve  dans l'arrondissement de Narbonne du département de l'Aude.
Elle faisait partie depuis 1793 du canton de Lézignan-Corbières. Dans le cadre du redécoupage cantonal de 2014 en France, cette circonscription administrative territoriale a disparu, et le canton n'est plus qu'une circonscription électorale.

#### Rattachements électoraux
Pour les élections départementales, la commune fait partie depuis 2014 du canton des Corbières
Pour l'élection des députés, elle fait partie de la première circonscription de l'Aude.

### Intercommunalité
Montséret était membre de la communauté de communes de la Région Lézignanaise, un établissement public de coopération intercommunale (EPCI) à fiscalité propre créé fin 2002 et auquel la commune avait transféré un certain nombre de ses compétences, dans les conditions déterminées par le code général des collectivités territoriales.
Conformément aux prescriptions de la loi de réforme des collectivités territoriales du 16 décembre 2010, qui a prévu le renforcement et la simplification des intercommunalités et la constitution de structures intercommunales de grande taille, cette intercommunalité a fusionné avec sa voisine pour former, le 1er janvier 2017, la communauté de communes Région Lézignanaise, Corbières et Minervois, dont est désormais membre la commune.

### Tendances politiques et résultats
Lors du 1er tour de la présidentielle de 2002 Lionel Jospin est arrivé en tête avec 69 voix et 27 % devant Jean-Marie Le Pen (43 voix et 17 %) et Jacques Chirac (29 voix et 11,5 %). Au 2d tour Jacques Chirac l'emporte face à Jean-Marie Le Pen avec 210 voix et 79,5 %.
Le 1er tour de la présidentielle de 2007 a amené en tête Ségolène Royal (104 voix et 36,5 %) devant Nicolas Sarkozy (48 voix et 16 %), Jean-Marie Le Pen (40 voix et 13,5 %) et François Bayrou (39 voix et 13 %). Au 2d tour Ségolène Royal arrive en tête avec 185 voix et 64,5 % contre 102 voix et 35,5 % pour Nicolas Sarkozy.
Au 1er tour de la présidentielle de 2012 François Hollande (124 voix et 40,5 %) est arrivé en tête devant Jean-Luc Mélenchon (59 voix et 19 %) et Marine Le Pen (43 voix et 14 %). Au 2d tour François Hollande est arrivé en tête devant Nicolas Sarkozy avec 213 voix et 74,4 %.
Au 1er tour de la présidentielle de 2017, les quatre premiesr candidats sont Jean-Luc Mélenchon (25,22 % des suffrages exprimés), Marine Le Pen (24,63 %), Emmanuel Macron (24,04 %) et François Fillon (10,09 %).
Au second tour, le candidat élu Emmanuel Macron devance avec 159 voix (60,00 %) Marine le Pen, qui a recueilli 106 voix (40,00 %). Lors de ce scrutin, 22,19 % des électeurs se sont abstenus.
Au 1er tour de la présidentielle de 2022, les quatre premiesr candidats sont Marine Le Pen (30,18 % des suffrages exprimés), Jean-Luc Mélenchon (25,95 %), Emmanuel Macron (16,54 %) et Éric Zemmour (10,50 %).
Au second tour, Marine le Pen devance avec 188 voix (58,93 %) le candidat élu Emmanuel Macron, qui a recueilli 131 voix (41,07 %). Lors de ce scrutin, 19,73 % des électeurs se sont abstenus.

### Liste des maires
| Période         | Période                        | Identité               | Étiquette | Qualité                                  |
| --------------- | ------------------------------ | ---------------------- | --------- | ---------------------------------------- |
| 1944            | 1976                           | Léo Hervé Noé          | SFIO      |                                          |
| 1976            | 1992                           | Jean-Baptiste Marsérou | PS        |                                          |
| 1992            | 1997                           | Arlette Orts           | PS        |                                          |
| 1997            | juillet 2020,                  | Jean-Luc Jalabert      | SE        |                                          |
| juillet 2020,   | juin 2022                      | Geneviève Fabre        |           | Cadre retraitée Morte en fonction        |
| septembre 2022, | En cours (au 16 décembre 2022) | Yves Fabre             |           | Époux de Geneviève, agriculteur retraité |

## Population et Société

### Démographie
L'évolution du nombre d'habitants est connue à travers les recensements de la population effectués dans la commune depuis 1793. Pour les communes de moins de 10 000 habitants, une enquête de recensement portant sur toute la population est réalisée tous les cinq ans, les populations de référence des années intermédiaires étant quant à elles estimées par interpolation ou extrapolation. Pour la commune, le premier recensement exhaustif entrant dans le cadre du nouveau dispositif a été réalisé en 2008.

En 2022, la commune comptait 620 habitants, en évolution de +6,9 % par rapport à 2016 (Aude : +2,65 %, France hors Mayotte : +2,11 %).
| 1793 | 1800 | 1806 | 1821 | 1831 | 1836 | 1841 | 1846 | 1851 |
| ---- | ---- | ---- | ---- | ---- | ---- | ---- | ---- | ---- |
| 127  | 113  | 135  | 166  | 181  | 155  | 161  | 160  | 151  |

| 1856 | 1861 | 1866 | 1872 | 1876 | 1881 | 1886 | 1891 | 1896 |
| ---- | ---- | ---- | ---- | ---- | ---- | ---- | ---- | ---- |
| 182  | 226  | 245  | 263  | 385  | 497  | 550  | 496  | 474  |

| 1901 | 1906 | 1911 | 1921 | 1926 | 1931 | 1936 | 1946 | 1954 |
| ---- | ---- | ---- | ---- | ---- | ---- | ---- | ---- | ---- |
| 497  | 495  | 492  | 507  | 442  | 494  | 445  | 355  | 368  |

| 1962 | 1968 | 1975 | 1982 | 1990 | 1999 | 2006 | 2008 | 2013 |
| ---- | ---- | ---- | ---- | ---- | ---- | ---- | ---- | ---- |
| 369  | 360  | 308  | 306  | 347  | 401  | 465  | 483  | 546  |

| 2018 | 2022 | - | - | - | - | - | - | - |
| ---- | ---- | - | - | - | - | - | - | - |
| 608  | 620  | - | - | - | - | - | - | - |

### Enseignement
Montséret est rattachée à l'académie de Montpellier. La commune de Montséret administre une école élémentaire. La scolarité jusqu'au CM2 des enfants de Montséret s'effectue sur deux villages, Thézan-des-Corbières puis Montséret.

## Économie

### Revenus
En 2018  (données Insee publiées en septembre 2021), la commune compte 250 ménages fiscaux, regroupant 564 personnes. La médiane du revenu disponible par unité de consommation est de 20 380 € (19 240 € dans le département).

### Emploi
| Division       | 2008   | 2013   | 2018   |
| -------------- | ------ | ------ | ------ |
| Commune        | 11,2 % | 11,5 % | 8,3 %  |
| Département    | 10,2 % | 12,8 % | 12,6 % |
| France entière | 8,3 %  | 10 %   | 10 %   |

En 2018, la population âgée de 15 à 64 ans s'élève à 363 personnes, parmi lesquelles on compte 74,4 % d'actifs (66,1 % ayant un emploi et 8,3 % de chômeurs) et 25,6 % d'inactifs,. En  2018, le taux de chômage communal (au sens du recensement) des 15-64 ans est inférieur à celui de la France et du département, alors qu'en 2008 la situation était inverse.
La commune fait partie de la couronne de l'aire d'attraction de Narbonne, du fait qu'au moins 15 % des actifs travaillent dans le pôle,. Elle compte 91 emplois en 2018, contre 84 en 2013 et 77 en 2008. Le nombre d'actifs ayant un emploi résidant dans la commune est de 243, soit un indicateur de concentration d'emploi de 37,3 % et un taux d'activité parmi les 15 ans ou plus de 55,9 %.
Sur ces 243 actifs de 15 ans ou plus ayant un emploi, 48 travaillent dans la commune, soit 20 % des habitants. Pour se rendre au travail, 88 % des habitants utilisent un véhicule personnel ou de fonction à quatre roues, 3,3 % les transports en commun, 4,1 % s'y rendent en deux-roues, à vélo ou à pied et 4,6 % n'ont pas besoin de transport (travail au domicile).

### Activités hors agriculture

#### Secteurs d'activités
48 établissements sont implantés  à Montséret au 31 décembre 2019. Le tableau ci-dessous en détaille le nombre par secteur d'activité et compare les ratios avec ceux du département,.
| Secteur d'activité                                                                                        | Commune | Commune | Département |
| Secteur d'activité                                                                                        | Nombre  | %       | %           |
| --- | ------- | ------- | ----------- |
| Ensemble                                                                                                  | 48      |         |             |
| Industrie manufacturière, industries extractives et autres                                                | 5       | 10,4 %  | (8,8 %)     |
| Construction                                                                                              | 7       | 14,6 %  | (14 %)      |
| Commerce de gros et de détail, transports, hébergement et restauration                                    | 10      | 20,8 %  | (32,3 %)    |
| Information et communication                                                                              | 4       | 8,3 %   | (1,6 %)     |
| Activités immobilières                                                                                    | 5       | 10,4 %  | (5,2 %)     |
| Activités spécialisées, scientifiques et techniques et activités de services administratifs et de soutien | 6       | 12,5 %  | (13,3 %)    |
| Administration publique, enseignement, santé humaine et action sociale                                    | 4       | 8,3 %   | (13,2 %)    |
| Autres activités de services                                                                              | 7       | 14,6 %  | (8,8 %)     |

Le secteur du commerce de gros et de détail, des transports, de l'hébergement et de la restauration est prépondérant sur la commune puisqu'il représente 20,8 % du nombre total d'établissements de la commune (10 sur les 48 entreprises implantées  à Montséret), contre 32,3 % au niveau départemental.

#### Entreprises
Les deux entreprises ayant leur siège social sur le territoire communal qui génèrent le plus de chiffre d'affaires en 2020 sont : 
- Planete Education Loisirs Informatique - PELI, vente à domicile (384 k€) ;
- DK Menuiseries, travaux de menuiserie bois et PVC (74 k€).

### Emploi
En 2009, la population de Montséret se répartissait ainsi : 72,7 % d'actifs et 27,3 % d'inactifs dont 9,1 % de retraités et 7 % d'élèves, d'étudiants et de stagiaires non rémunérés. Le taux de chômage était de  15,4 %.

### Agriculture
La commune est dans la « Région viticole » de l'Aude, une petite région agricole occupant une grande partie centrale du département, également dénommée localement « Corbeilles Minervois et Carcasses-Limouxin ». En 2020, l'orientation technico-économique de l'agriculture  sur la commune est la viticulture.
|               | 1988 | 2000 | 2010 | 2020 |
| ------------- | ---- | ---- | ---- | ---- |
| Exploitations | 54   | 43   | 26   | 18   |
| SAU (ha)      | 646  | 700  | 570  | 399  |

Le nombre d'exploitations agricoles en activité et ayant leur siège dans la commune est passé de 54 lors du recensement agricole de 1988  à 43 en 2000 puis à 26 en 2010 et enfin à 18 en 2020, soit une baisse de 67 % en 32 ans. Le même mouvement est observé à l'échelle du département qui a perdu pendant cette période 60 % de ses exploitations,. La surface agricole utilisée sur la commune a également diminué, passant de 646 ha en 1988 à 399 ha en 2020. Parallèlement la surface agricole utilisée moyenne par exploitation a augmenté, passant de 12 à 22 ha.

### Entreprises et commerces
La viticulture est au premier plan de l'économie de Montséret, la quasi-totalité de la surface cultivée de est plantée de vignes.
Au 31 décembre 2010, Montséret comptait 85 établissements : 47 dans l'agriculture-sylviculture-pêche, 3 dans l'industrie, 4 dans la construction, 27 dans le commerce-transports-services divers et 4 étaient relatifs au secteur administratif. En 2011, 7 entreprises ont été créées à Montséret, 6 dans le domaine du commerce-transports-services divers et une dans le secteur administratif.

## Culture locale et patrimoine

### Lieux et monuments

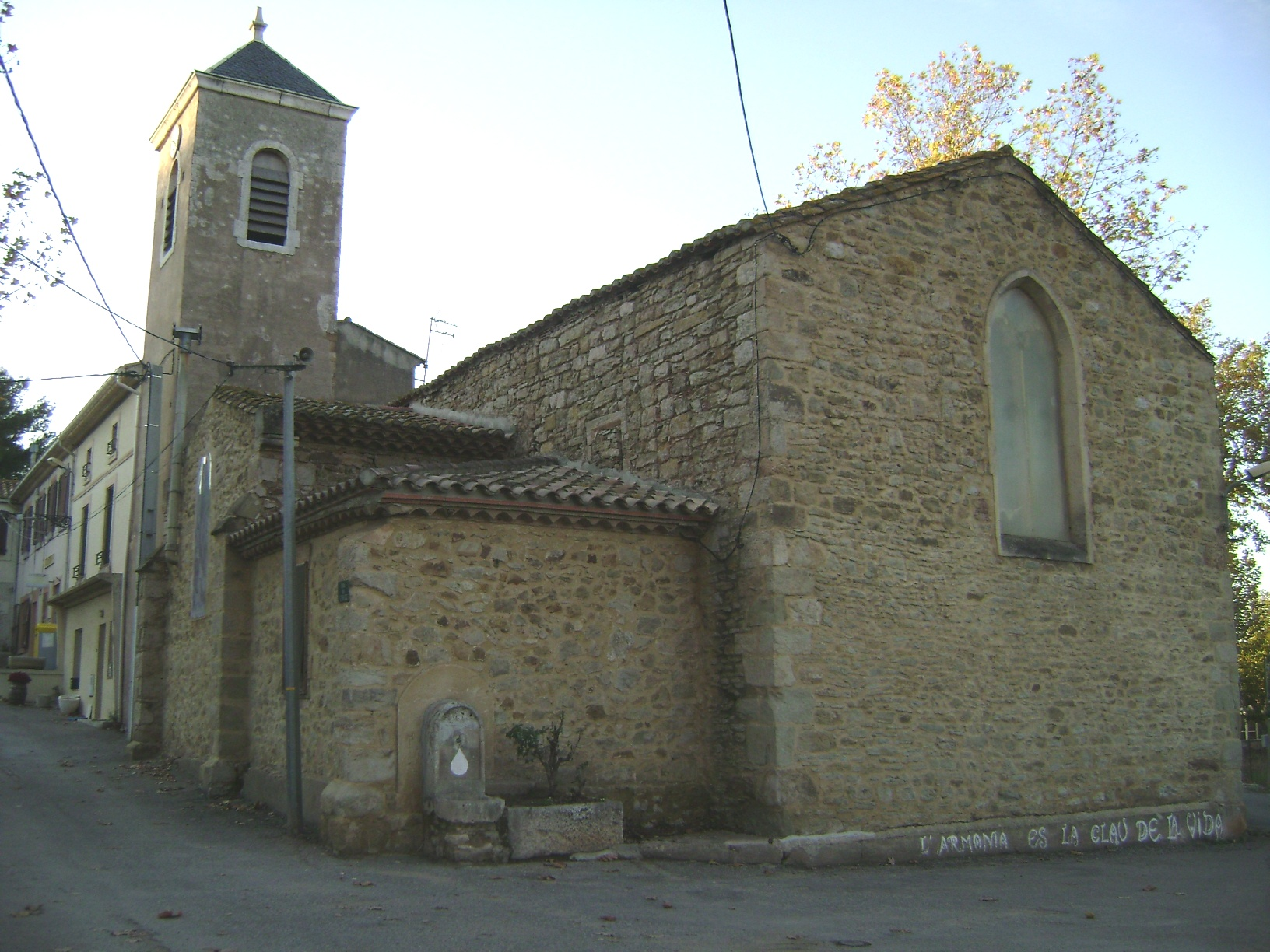
L'église Saint-Félix de Montséret.

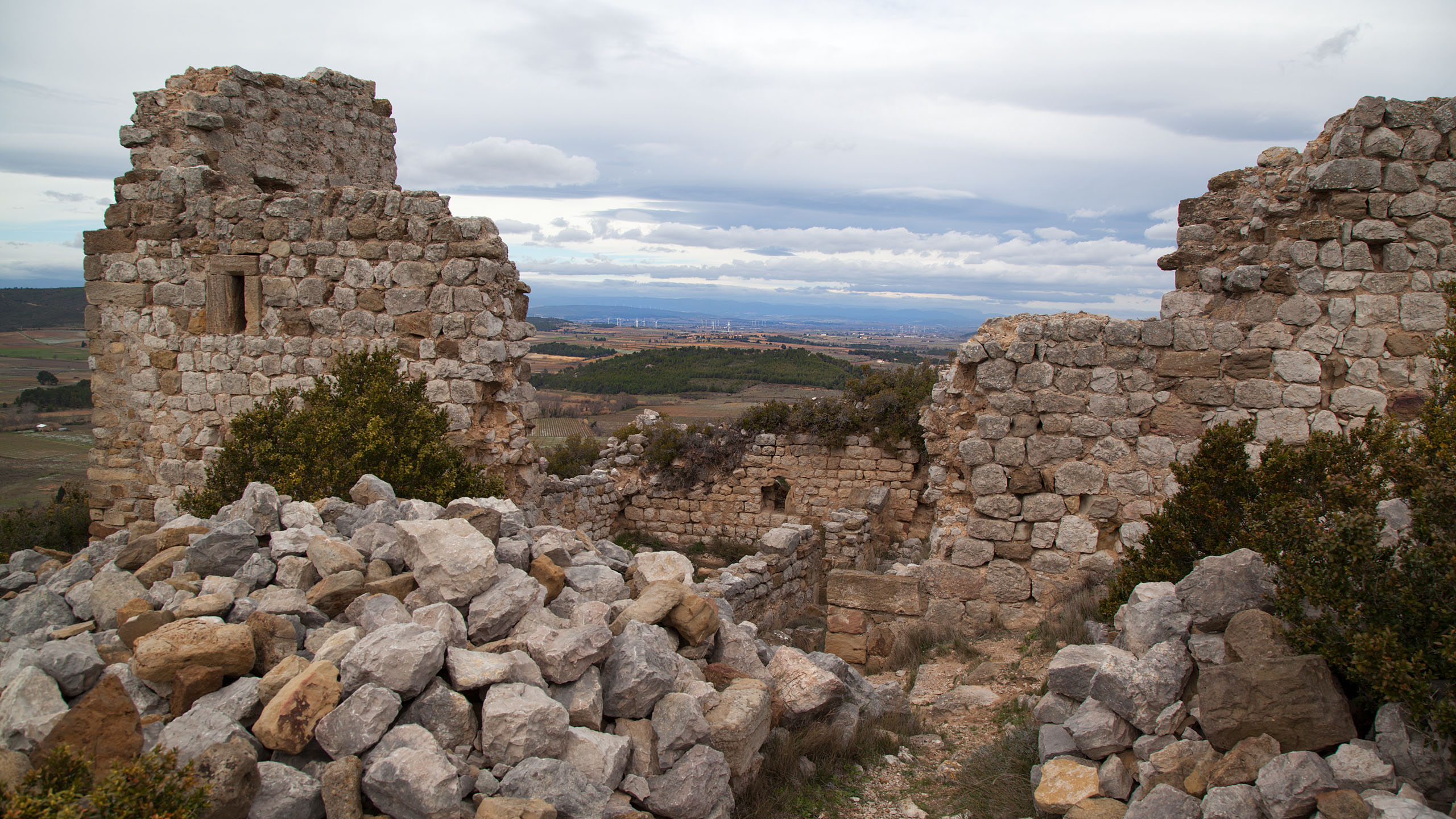
Ruines du château de Roquelongue

Monserret est notable par ses jardins en cœur de village, son allée de platanes et ses espaces verts et naturels en périphérie
- Les ruines du château de Roquelongue est le principal lieu remarquable sur la commune. Il domine le village et offre un point de vue sur les Corbières et la Montagne Noire.
Ce site est inscrit au titre des sites naturels depuis 1942[57].
- L'église Saint-Félix de Montséret, de style néo-roman (XIXe siècle) est située au nord du village entre l'allée des Acacias et l'avenue des Platanes. Elle fut construite en deux temps : d'abord la nef, le chœur et un petit clocher au XVIIe siècle puis le clocher est surélevé et deux chapelles sont ajoutées sur le côté[58].

- La miellerie dans le hameau des Clauses au sud du village.

### Appellations et terroirs
Le territoire de la commune de Montséret fait partie de l'appellation AOC Corbières mais aussi du terroir de Boutenac et des vins de pays des Coteaux de Cabrerisse sauf sur la partie nord de la commune.

### Héraldique
Lorsque, par un édit de 1696, Louis XIV veut remédier aux abus héraldiques, ses conseillers n'oublient pas de faire créer de nouveaux offices et d'imposer l'enregistrement des armoiries. La communauté de Montséret ne pouvait financer un tel projet dont elle ne voyait pas l'utilité puisqu'elle partageait les affaires communales avec celle de Saint-André-de-Roquelongue. En effet, ces armoiries auraient constitué des marques de noblesse et des signes de féodalité inexistants pour ces villages.
| Blason de Montseret | Blason  | D’azur au mont sommé d’une tour surmontée d’une clé posée en fasce, le tout d’or. |
| Blason de Montseret | Détails | Le statut officiel du blason reste à déterminer.                                  |

## pour approfondir